# Muntanyes Zerendi
Les muntanyes Zerendi estan situades a l'altiplà de Kokxetau, a la part central muntanyosa de la vall. Estan situada a la província d'Akmolà, al districte de Zerendi. D'oest a est, fa 28 km de longitud, i ara la ubicació actual fa de 18 a 20 km. A l'oest està la muntanya Jilandi, que està molt a prop. La part més elevada d'aquestes muntanyes fa 587 m.
L'escorça està formada gneissos, marbre i pissarra cristal·lina, de l'època paleozoica, devoniana i carbonífera.
Les muntanyes Zerendi estan cobertes de boscos de pi i bosc de bedolls. Tenen llacs d'aigua fresca a la muntanya.